# Specijalna jedinica PU Primorsko-goranska "Ajkula"
Specijalna jedinica PU Primorsko-goranska "Ajkula"  je postrojba posebne namjene hrvatske policije. 
Osnovana je krajem ožujka 1991. godine, a prvo postrojavanje bilo je 8. travnja 1991. godine.
Uredski prostor Udruge Specijalne policije iz Domovinskog rata "Ajkula" nalazi se u Policijskom domu u Rijeci.

## Povijest
Nakon prvih višestranačkih izbora u Hrvatskoj, čije održavanje i čiji rezultati nisu bili po volji velikosrpskim krugovima, dio srpskog stanovništva nije prihvatio novu demokratski izabranu hrvatsku vlast. Uskoro dolazi do pobune dijela srpskog pučanstva. Ni nakon osamostaljenja Republike Hrvatske situacija se nije poboljšala.
Te su okolnosti dovele da je ondašnji ministar unutarnjih poslova RH Josip Boljkovac zapovijedio 15. ožujka 1991. godine da se na području Hrvatske započne s formiranjem Posebnih postrojba policije.
Postrojba je u Rijeci osnovana je već koncem istog ožujka 1991.godine, ali prvo postrojavanje bilo je 8. travnja 1991.godine, zbog čega se taj nadnevak uzima za službeni nadnevak osnivanja SJP Rijeka.
Čim je postrojba osnovana upućena je u selo Breze u zaleđu Novog Vinodolskog, gdje se zbog hitnosti situacija i brzog razvijanja događaja užurbano pristupilo zahtjevnom uvježbavanju. Vremena za pripremu nije bilo mnogo. Ono što se u normalnim vremenima uči mjesecima, SJP je morala u kratkom vremenu proći ustroj, uvježbavanje i ubrzane tečaje na vježbalištima, da bi stekla nuždna znanja koja će im zatrebati na terenu. Postrojba je zatim upućena na izvršenje prve borbene zadaće. Za to je na strateški važnom prijevoju Vratniku iznad Senja, koji spaja Liku i Primorje, tijekom svibnja i lipnja 1991. uspostavljena je privremena policijska postaja. Zadaća joj je bila spriječiti prodor srbo-četničke armije prema moru. Situacija se uskoro zakuhavala u Lici, pa su radi obrane Gospića poslali dio postrojbe 22. srpnja 1991. u selo Bilaj kod Gospića. Bili su prva hrvatska borbena postrojba koja je stigla na ličko bojište. Naselje nikad nije palo u ruke velikosrpskih osvajača. Ime „Ajkule“ postalo je zaštitni znak te SJP. Ondje u Bilaju držali su obrambenu crtu sve do oslobođenja akcijom Olujom 1995. godine. Dio postrojbe poslan je i na druga bojišta. Od 31. srpnja do 31. kolovoza 1991.godine dio SJP je poslan na područje Banovine i Korduna, točnije Topusko. Tad su uslijedile prve žrtve u borbama s hordama pobunjenih velikosrpskih osvajača koji su uz pomoć JNA, t.zv. "narodne armije", željeli uništiti sve što je hrvatsko. Dio postrojbe koji se nalazio u Zagrebu i nije bio u mogućnosti izvršenja zadaće na Plitvicama, upućen je sredinom ljeta od 18. kolovoza do 2. rujna 1991. godine u istočnu Slavoniju, u obranu Osijeka i okolnih mjesta. Dio je postrojbe dobio zadaću ponovo se vratiti na ličko ratište, gdje je u tijeku bila bitka za Gospić. Tad su pali i prvi poginuli i teško ranjeni. Postrojba je 13. rujna 1991. došla u punom sastavu u Gospić, gdje je sudjelovala u oslobađanju vojarne Stanko Opsenica, najveće vojarne JNA u Gospiću te ostalih skladišta u Gospiću i okolici. Posljedica borbenih operacija tijekom i poslije borba u Gospiću su teški gubitci, ranjavanje osmorice naših specijalaca i pogibija Zvonka Pavelića 20. rujna 1991.godine. Nakon povratka s gospićkog ratišta, SJP se posvetila zadaćama na području matične PU. Ondje je sudjelovala u izvlačenju naoružanja iz vojnih skladišta u Zahumu listopada 1991. godine.
Novo je odredište bilo opkoljeni Dubrovnik. Stigli su 10. travnja 1992.godine. I ovdje su "Ajkule" u veličanstvenim operacijama oslobađanja juga Hrvatske dale svoj veliki doprinos. Tijekom operacije Orao 92, ranjena su četiri djelatnika. Sljedeće je odredište bilo Velebit - Visočica, na kojem su morali zauzeti dominantn položaje. Pri izvršenju te zadaće 29. kolovoza 1992.godine. poginuo je zapovjednik postrojbe Marino Jakominić u neprijateljskoj zasjedi na visovima Velebita. Žrtva nije bila uzaludna. Dominantne kote i sljemena koje su zauzeli i čuvali ostvarili su kvalitetni preduvjet za oslobodilačku akciju Maslenicu. SJP Primorko-goranska Ajkule bila je u toj akciji jedna od udarnih skupina. Nakon što su i ovdje uspješno izveli svoju zadaću, položaje su utvrdili i pripremali se za nove zadaće.
Grad Gospić bio je od početka rata izložen neprestanim granatiranjima, skoro okružen s tri strane i pod stalnom prijetnjom napada pješaštvom i oklopnim sredstvima i pada u osvajačeve ruke. Stoga je sprovedena akcija „Džep 93“, u kojoj su združene snage Hrvatske vojske i specijalne policije MUP-a RH odmaknule bojišnicu nekoliko kilometara dalje od grada i uklonile položaje s kojih su četničke bande djelovale po gradu Gospiću i okolici. Koliko je SJP imala ključnu ulogu imala vidi se po pogibiji pripadnika Ivice Antončića i Bruna Bolanče. Nakon akcije smrtno je stradao još jedan pripadnik SJP, Dalibor Dadić.
Malo poslije Medačkog džepa hitna situacija nalagala je premještanje na dubrovačko područje. Studenoga 1993. godnine stigli su u Dubrovnik gdje su osiguravali graničnu crtu prema t.zv. SRJ, točnije okupirani hrvatskih teritorij Prevlake, koji su nadzirale snage UN-a.
Ograničenost ljudskih resursa i potreba za najkvalitetnijim osobljem nije štedila hrvatsku specijalnu policiju, ma gdje da je sjedište SJP bilo i gdje god da se ukazala potreba za djelovanjem. 1. svibnja 1995. godine "Ajkule" su se nakratko preselile s položaja na velebitskim visovima u zapadnu Slavoniju, gdje je bilo velika količina kvalitetnog ljudstva značila brzo oslobađanje velikog teritorija i uklanjanje okupatora s tog dijela Hrvatske. Uslijedila je sjano izvedena vojno-redarstvena operacija Bljesak. Ovdje su Ajkule imale najteže gubitke tijekom cijelog Domovinskog rata. Šestero je pripadnika ranjeno, a poginula su dvojica boraca, Sergio Šimac i Atos Načinović.
Nakon toga SJP se opet vratila na svoju glavnu postaju Velebit. Pripravljalo se teren za operaciju Oluju. Uspon i brzinsko spuštanje u nemogućim uvjetima s velebitskih visova 4. kolovoza 1995. godine značilo smrtni udarac pobunjeničkoj tvorevini. SJP je u oslobodilačkoj Oluji opet odigrala jednu od važnijih uloga. Srećom, postrojba je ovog puta prošla s osam ranjenih boraca i bez poginulih. No, ni onad nije bilo sve gotovo. Moralo se očistiti teren od zaostalih neorganiziranih i organiziranih pobunjeničkih pojedinaca i skupina. Stoga se pročešljalo sav teren od zaostalih četničkih bandi i terorističkih skupina. Ajkule su prošle Banovinu Petrovu goru, Plitvice, Dinaru i Zrinsku goru. Poslije borbenih djelovanja, poginuo je jedan pripadnik, Velimir Bažok, pri razminiranju Kamenjaka veljače 1996. godine.

## Ratni put
Ova je jedinica sudjelovala na strateški važnim točkama u Topuskom i Bilaju, a po povratku u Rijeku, bili su prisutni pri izvlačenju oružja iz skladišta bivše Teritorijalne obrane na Zahumu. 
Velika količina tada izvučenog oružja završila u postrojbama Hrvatske vojske. "Ajkule" su također bile prisutne pri povlačenju jedinica JNA iz Rijeke. Nakon toga ponovo odlaze u Liku i sudjeluju u oslobađanju vojarne u Gospiću. Oslobodili su i zauzeli Velebitski vrh Visočica te ga držali do oslobođenja. Specijalna jedinica "Ajkule" prva je organizirana postrojba s područja Primorsko-goranske županije koja se uključila u Domovinski rat i to pod zapovjedništvom legendarnog zapovjednika Marina Jakominića koji je poginuo je 29. kolovoza 1992. godine. Temeljem odluke Gradskog vijeća Grada Rijeke, ulica u Rijeci imenovana je Ulicom Marina Jakominića, te je 14. listopada 2004. svečano otkrivena natpisna ploča. Ova je specijalna jedinica bila aktivna u mnogim oslobodilačkim akcijama u Domovinskom ratu, odigrala je ključne uloge u Oluji, Bljesku, Maslenici i ostalim akcijama Domovinskog rata, a u ratnim borbama poginulo je osam, a ranjeno preko 60 pripadnika Jedinice.

## Poginuli
Tijekom Domovinskog rata i u neposrednom poraću, od 1991. – 1996.godine, poginula su osmorica pripadnika Specijalne jedinice policije „Ajkula“. Pedesetak je pripadnika lakše, a 12 je teže ranjeno zbog neprijateljskih bojnih djelovanja.
- Zvonko Pavelić, 20. rujna 1991., Gospić
- Marino Jakominić, 29. kolovoza 1992., Visočica, Gospić
- Ivica Antončić, 4. rujna 1993., Medački džep, Gospić
- Bruno Bolanča, 4. rujna 1993., Medački džep, Gospić
- Dalibor Dadić, 10. listopad 1993., Gospić
- Sergio Šimac, 3. svibnja 1995., Bljesak, Okučani
- Atos Načinović, 3. svibnja 1995., Bljesak, Okučani
- Velimir Bažok, 1. veljače 1996., razminiravanje, Kamenjak

## Odlikovanja, priznanja i počasti
- 2012.: Red Nikole Šubića Zrinskog za iskazano junaštvo pripadnika postrojbe u Domovinskom ratu[5]
- Spomen obilježje poginulima nalazi se ispred sjedišta i spomen-ploči u sjedištu Policijske uprave primorsko-goranske.[1]
- U Rizvanuši kod Gospića podignuto je 2017. godine spomen-obilježje Velebitskim junacima. To su pripadnici specijalne policije MUP-a RHkoji su tijekom Domovinskog rata obronke Velebita, a u surovim klimatskim uvjetima i stalnim borbama protiv agresora poginulo je 26 specijalaca.[6]

## Vanjske poveznice
- MUP, Specijalna policija  Arhivirana inačica izvorne stranice od 4. travnja 2015. (Wayback Machine)

- SJP Ajkula Rijeka  Arhivirana inačica izvorne stranice od 5. ožujka 2016. (Wayback Machine)
- USPDR "Ajkula"
- Riječke "Ajkule" postale punoljetne  Arhivirana inačica izvorne stranice od 12. lipnja 2018. (Wayback Machine)